# Hermannia lancifolia
Hermannia lancifolia är en malvaväxtart som beskrevs av Szyszyl.. Hermannia lancifolia ingår i släktet Hermannia och familjen malvaväxter. Inga underarter finns listade i Catalogue of Life.